# 84417 Ritabo
84417 Ritabo è un asteroide della fascia principale. Scoperto nel 2002, presenta un'orbita caratterizzata da un semiasse maggiore pari a 2,6963312 UA e da un'eccentricità di 0,1724535, inclinata di 11,29332° rispetto all'eclittica.
L'asteroide è dedicato a Rita Boles, moglie dello scopritore.